# آنا جاي كوبر
كانت آنا جوليا هايوود كوبر كاتبة، ومربية، وعالمة اجتماع، ومتحدثة، وناشطة أمريكية مناضلة ضد العبودية، وأحد أبرز العلماء الأمريكيين الأفارقة في تاريخ الولايات المتحدة الأمريكية. انتصرت كوبر على التمييز المبني على النوع الاجتماعي والعرق في سبيل حصولها على تعليم بمستوى عالمي وسلطة وهيبة في الأوساط الأكاديمية والاجتماعية. أصبحت كوبر بعد حصولها على الدكتوراه في التاريخ من جامعة السوربون في عام 1924 رابع أمريكية من أصل أفريقي تحصل على درجة الدكتوراه. كانت كوبر أيضًا عضوًا بارزًا في مجتمع الأميركيين من أصول أفريقية في واشنطن العاصمة، وأيضًا كانت عضوًا في نادي ألفا كابا ألفا.
قدمت كوبر مساهمات هامة في حقول العلوم الاجتماعية، وخاصةً في علم الاجتماع. يُطلَق عليها أحيانًا لقب «والدة الحركة النسوية السوداء».

## السيرة الذاتية

### تعليمها
حصلت كوبر في عام 1868، عندما كانت في التاسعة من عمرها، على منحة دراسية، وبدأت تعليمها في معهد القديس أوغستين للمعلمين في رالي، وهو معهد افتُتح حديثًا من قبل الأبرشية الأسقفية المحلية بغرض تدريب المعلمين على تعليم العبيد السابقين وعائلاتهم. عرض القس ج. برينتون على كوبر منحة دراسية للمساعدة في دفع النفقات. ووفقًا لمارك س. جايلز، وهو كاتب سيرة كوبر، «تراوحت المستويات التعليمية المقدمة في سانت أوغستين من المدارس الابتدائية إلى الثانوية، بما في ذلك التدريب على المهارات التجارية». ميزت كوبر نفسها خلال 14 عام أمضتها في سانت أوغستين مثبتةً أنها طالبة ذكية وطموحة لها مستقبل واعد في الفنون الليبرالية والمجالات التحليلية كالرياضيات والعلوم؛ إذ شملت المجالات التي سبرتها اللغات (الإنجليزية والفرنسية واليونانية) والأدب الإنجليزي والرياضيات والعلوم. على الرغم من امتلاك المدرسة مسارًا خاصًا مخصصًا للنساء -أُطلق عليه اسم صف السيدات- وعدم تشجع الإدارة للنساء على الاستمرار في دراستهم للوصول إلى مستويات عليا، فقد ناضلت كوبر من أجل حقها في الحصول على صف مخصصة للرجال من خلال إبرازها قدرتها الدراسية وتفوقها. انصب تركيز المدرسة خلال هذه الفترة على تدريب الشباب ليصبحوا قساوسة وإعدادهم لتدريب إضافي في جامعات مدتها أربع سنوات. كان أحد هؤلاء الرجال جورج أ. كوبر الذي أصبح زوجها في ما بعد، لكنه مات بعد عامين فقط من الزواج.
مكنها تفوقها الأكاديمي من العمل كمدرسة للأطفال صغار السن؛ الأمر الذي ساعدها في دفع نفقاتها التعليمية. بقيت كوبر بعد الانتهاء من دراستها في المؤسسة لتعمل كمدرّسة. درست الكلاسيكيات، والتاريخ الحديث، واللغة الإنجليزية، والموسيقى الصوتية، والأدوات الصوتية في العام الدراسي 1883 – 1884. لم تكن مدرجة في هيئة التدريس في العام 1884 – 1885، ولكنها أُدرجت في عام 1885 – 1886. ربما ساهمت وفاة زوجها المبكرة في قدرتها على مواصلة التدريس، ولولا ذلك كان سيُطلب منها الانسحاب من الجامعة لتصبح ربة منزل.
دخلت كوبر بعد وفاة زوجها كلية أوبرلين في أوهايو، حيث تابعت مسار دراستها لتتخرج في عام 1884. قُبلت كوبر بسبب مؤهلاتها الأكاديمية لدرجة جامعية ثانية. كانت تأخذ أربعة صفوف بدلاً من الثلاثة التي تحددها الكلية. انجذبت كوبر إلى أوبرلين بسبب سمعتها في مجال الموسيقى، لكنها لم تكن قادرة على أخذ العديد من دروس البيانو كما كانت تتمنى. كان كل من آيدا جيبس (لاحقًا هانت) وماري تشيرش تيريل من بين زملائها في الجامعة.
قامت كوبر في عام 1900 بأول رحلة لها إلى أوروبا للمشاركة في مؤتمر جامعة أفريقيا في لندن. ذهبت كوبر بعد زيارة المدن الكاتدرائية في اسكتلندا وإنجلترا إلى باريس لحضور المعرض العالمي، وذهبت بعد أسبوع من المعرض لمشاهدة مسرحية العشق في أوبراميرغاو، ثم إلى ميونيخ وغيرها من المدن الألمانية، ومنها إلى إيطاليا لتطوف في روما ونابولي والبندقية وبومبي وجبل فيزوفيوس وفلورنسا.

## الفن

### كتاباتها
أشادت مجلة خريجي كلية أوبرلين بكوبر في عام 1924، إذ كتبت: «تشرفت دفعة عام 1984 بإنجازات هذه الخريجة الباحثة الملونة»، ولكن عندما أرادت كوبر تقديم نسختها من رحلة شارلمان للكلية، رفضت الكلية قبولها.
تشمل كتابات كوبر الأخرى كتيب سيرتها الذاتية الخطوة الثالثة حول حصولها على الدكتوراه من جامعة السوربون، ومذكراتها حول عائلة غريمكي بعنوان السنوات المبكرة في واشنطن: ذكريات الحياة مع عائلة الغريمكي التي ظهرت في «ذكريات عائلة غريمكي وحياة وكتابات شارلوت فورتن غريمكي» (نُشرت بشكل خاص في عام 1951).

### أعمالها
- كوبر، آنا جوليا (1892). صوت من الجنوب. زينيا، أوهايو: مطبعة ألدن.
- كوبر، آنا جوليا (1990). واشنطن، ماري هيلين (محرر). صوت من الجنوب. مطبعة جامعة أكسفورد. ISBN 9780195063233.
- كوبر، آنا جوليا (2016). نيري، جانيت (محرر). صوت من الجنوب. منشورات دوفر. ISBN 978-0486805634.
- كوبر، آنا ج. كوشويتز، إدوارد؛ كلاين، فيليكس (1925). رحلة شارلمان. باريس: أ. OCLC 578022221.
- كوبر، آنا جوليا (1988). العبودية والثورة الفرنسية (1788-1805 ). لويستون، نيويورك: مطبعة إدغار ميلن. ISBN 978-0889466371.
- كوبر، آنا جوليا (1998). ليميرت، تشارلز (محرر). صوت آنا جوليا كوبر: بما في ذلك صوت من الجنوب ومقالات وأوراق ورسائل أخرى مهمة. رومان وليتفيلد. ISBN 9780847684083.

## الإرث
تحتوي الصفحتان 24 و25 من جواز سفر الولايات المتحدة لعام 2016 على الاقتباس التالي: «دافع الحرية ليس عرقًا أو طائفة أو حزبًا أو فئة؛ إنه دافع الجنس البشري، الحق الطبيعي للبشرية»؛ آنا جوليا كوبر.
أصدرت دائرة بريد الولايات المتحدة طابعًا تذكاريًا على شرف آنا كوبر في عام 2009. افتُتحت أيضًا في عام 2009 مدرسة متوسطة خاصة خالية من الرسوم الدراسية سُميت على شرفها باسم مدرسة آنا جوليا كوبر الأسقفية في تشرش هيل التاريخية في ريتشموند، فرجينيا. كُرّمت كوبر أيضًا مع إليزابيث إيفلين رايت بيوم عيد على التقويم الشعائري للكنيسة الأسقفية (الولايات المتحدة الأمريكية) في 28 فبراير.
تأسس مركز آنا جوليا كوبر المعني بالنوع الاجتماعي والعرق والسياسة في الجنوب بجامعة ويك فورست على شرف آنا كوبر، وكانت ميليسا هاريس بيري المدير المؤسس له.

## الجدول الزمني لحياتها
- 1858: وُلدت في زمن العبودية في رالي بولاية نورث كارولينا.
- 1877: تزوجت جورج أ. كوبر.
- 1879: توفي الزوج، وأصبحت آنا أرملة في سن 21 عامًا.
- 1887: بدأت تدريس الرياضيات واللاتينية في المدرسة الإعدادية.
- 1891: شاركت كوبر في نادٍ يدعى «حلقة السبت» الأسبوعي لسكان واشنطن السود.
- 1892: أسست رابطة النساء الملونات مع هيلين آبو كوك.
- 1893: شاركت في استضافة الناشطة المناهضة للقتل آيدا بيل ويلز مع فريدريك دوغلاس ولوسي إلين موتن.
- 1893: أصبحت المرأة الوحيدة المنتخبة لأكاديمية الزنوج الأمريكية.
- 1893: حضرت «المؤتمر العالمي للنساء الممثلات» وقرأت ورقة بعنوان «التقدم الفكري للنساء الملونات في الولايات المتحدة منذ إعلان التحرر».
- 1900: حضرت أول مؤتمر للجامعة الأفريقية في لندن، وقرأت ورقة بعنوان «مشكلة الزنوج في أمريكا»، وانضمت حينها إلى اللجنة التنفيذية.
- 1901: أصبحت ثاني مديرة سوداء لمدرسة إم ستريت الثانوية.
- 1925: حصلت على الدكتوراه من جامعة باريس، واشترت منزل في لودروا بارك، وبدأت باستضافة شهرية سُميت «أصدقاء اللغة الفرنسية».
- 1929: أصبحت الرئيس الثاني لجامعة فريلينغهسين في واشنطن العاصمة.
- 1940: أصبحت رئيسة لجامعة فريلينغهسين، واستضافت دروسًا في منزلها في لودروا.
- 1964: توفيت آنا جاي كوبر في 27 فبراير في واشنطن العاصمة عن عمر يناهز 105 أعوام.

## وصلات خارجية
- آنا جاي كوبر على موقع الموسوعة البريطانية (الإنجليزية)